# Yerba Buena Jazz Band

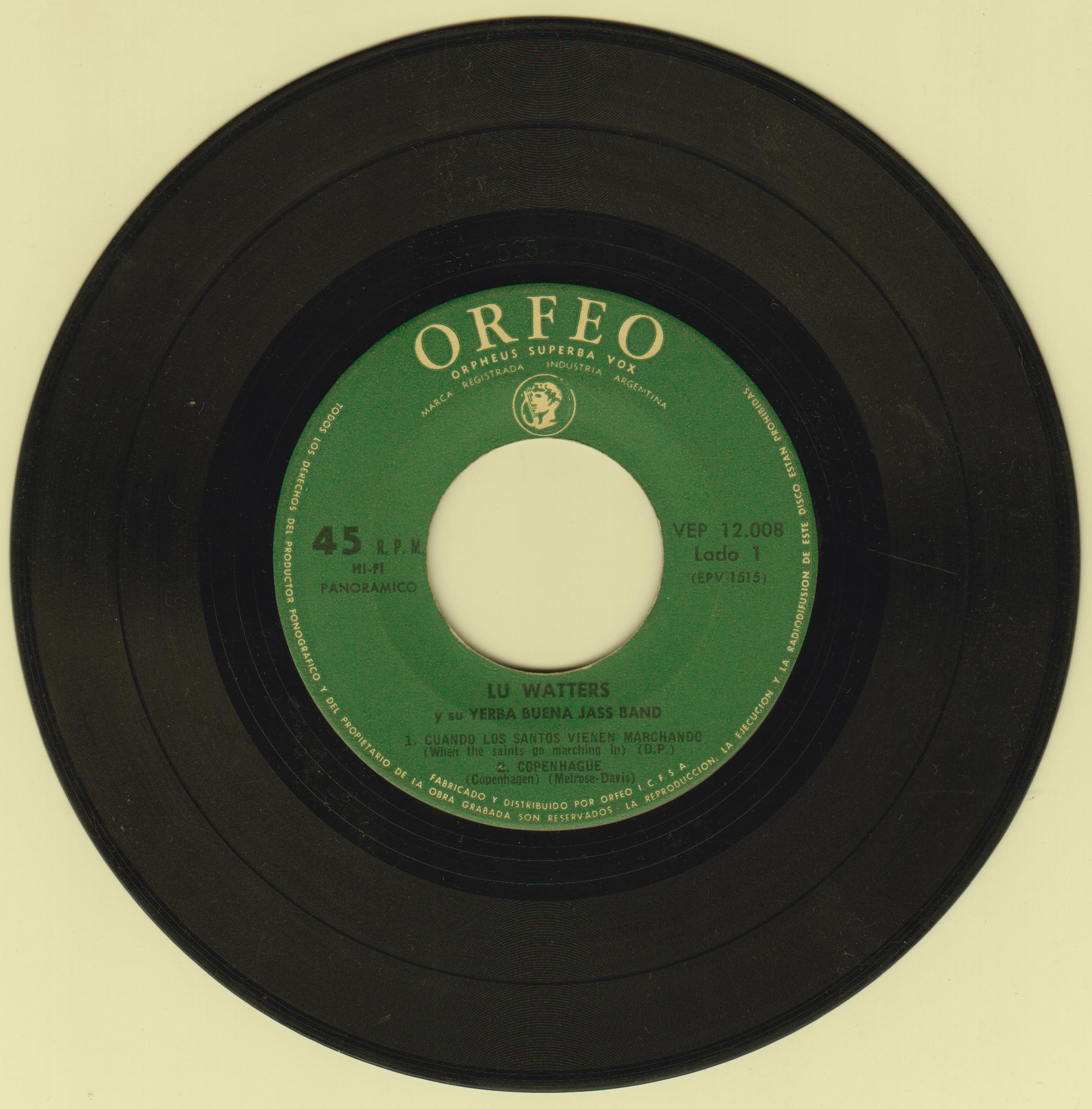
Maxisencillo de la Lu Watters & Yerba Buena Jazz Band, editado en Argentina.

Lu Watters & the Yerba Buena Jazz Band es el nombre que recibió una banda de dixieland formada en 1939
por el músico californiano Lu Watters.
El nombre de la banda proviene de la denominación original de la ciudad de San Francisco, en cuyos albores fue llamada Yerba Buena. En algunas ocasiones, se utilizó la ortografía "Jass" para referirse a la banda.
La formación contaba con ocho músicos, entre los que se destacan Turk Murphy, Bob Scobey, Bob Helm and Clancy Hayes. El conjunto se caracterizó por rechazar el jazz moderno, tratando de recrear los viejos sonidos de Nueva Orleans, tomando como referencia artistas como King Oliver, Louis Armstrong y Jelly Roll Morton.